# Ego (Willy William)
Ego è un singolo del disc jockey francese Willy William, pubblicato il 27 novembre 2015 come estratto dal album in studio Une seule vie. Il video ha totalizzato più di un miliardo di visualizzazioni su YouTube.